# Parlamentswahl in Grönland 1967
Am 28. April 1967 wurden zum fünften Mal Wahlen zu Grønlands Landsråd abgehalten. Die Zahl der Wahlberechtigten betrug 19.184; die Wahlbeteiligung stieg deutlich auf 62,0 %.

## Wahlrecht
In den 16 Wahlkreisen standen je zwei bis sieben Kandidaten zur Wahl, von denen der Kandidat mit der höchsten Stimmenzahl (relative Mehrheit) gewählt wurde. Zusätzlich konnte ein Ausgleichsmandat für eine Partei oder Liste erzielt werden, wenn deren Kandidaten zusammen mehr als ein Sechzehntel der abgegebenen gültigen Stimmen erzielten. Die meisten Kandidaten waren jedoch, wie bei den Wahlen zuvor, unabhängige Einzelkandidaten.

## Ausgangslage
Im 1963 gewählten grönländischen Landsråd saßen 16 unabhängige Mitglieder, die in der gleichen Anzahl an Wahlkreisen durch Mehrheitswahl bestimmt wurden.
Den Vorsitz des Landesrates führte letztmals der Landshøvding Grönlands Niels Otto Christensen, ohne jedoch selbst Mitglied des Parlaments zu sein.

## Teilnehmende Parteien und Listen
Zur Wahl traten neben den unabhängigen Kandidaten vier verschiedene Parteien bzw. Listen an:
| Partei oder Liste | Partei oder Liste                                                             | Kürzel  | Deutsche Bedeutung                           |
| ----------------- | ----------------------------------------------------------------------------- | ------- | -------------------------------------------- |
|                   | Inuit-partiet                                                                 | Ip      | Die Inuit-Partei                             |
|                   | Kalaallit Nunaanni Aalisartut Piniartullu Kattuffiat                          | KNAPK   | Grönländische Fischer- und Jägerorganisation |
|                   | Listenverbindung Hendrik Johansen, Jonas Lynge, Odaĸ Olsen & Lars Godtfredsen | LV-JLOG |                                              |
|                   | Listenverbindung Peter Mørch & Jørgen Nielsen                                 | LV-MN   |                                              |

## Ergebnisse

### Gesamtergebnis
- Ip: 1
- Unabh.: 16

| Liste                       | Liste                                                                                   | Stimmen | Stimmen | Sitze  | Sitze |  |
| Liste                       | Liste                                                                                   | Anzahl  | %       | Anzahl | +/−   |  |
| --------------------------- | --------------------------------------------------------------------------------------- | ------- | ------- | ------ | ----- |  |
|                             | Unabhängige Kandidaten                                                                  | 9.931   | 85,6    | 16     | ±0    |  |
|                             | Inuit-partiet (Ip)                                                                      | 852     | 7,3     | 1      | +1    |  |
|                             | Kalaallit Nunaanni Aalisartut Piniartullu Kattuffiat (KNAPK)                            | 351     | 3,0     | –      | ±0    |  |
|                             | Listenverbindung Hendrik Johansen, Jonas Lynge, Odaĸ Olsen & Lars Godtfredsen (LV-JLOG) | 286     | 2,5     | –      | ±0    |  |
|                             | Listenverbindung Peter Mørch & Jørgen Nielsen (LV-MN)                                   | 184     | 1,6     | –      | ±0    |  |
| Gesamt                      | Gesamt                                                                                  | 11.604  | 100,0   | 17     | +1    |  |
| Gültige Stimmen             | Gültige Stimmen                                                                         | 11.604  | 97,6    |        |       |  |
| Leere und ungültige Stimmen | Leere und ungültige Stimmen                                                             | 286     | 2,4     |        |       |  |
| Wahlbeteiligung             | Wahlbeteiligung                                                                         | 11.890  | 62,0    |        |       |  |
| Wahlberechtigte             | Wahlberechtigte                                                                         | 19.184  | 100,0   |        |       |  |
| Quellen:                    |                                                                                         |         |         |        |       |  |

### Wahlkreisergebnisse
| Wahlkreis                                     | Gewählter Kandidat          | erhaltene Stimmen | %    | gültige Stimmen | Wahlbeteiligung (%) |
| --------------------------------------------- | --------------------------- | ----------------- | ---- | --------------- | ------------------- |
| Nanortalik                                    | Marius Abelsen (n)          | 423               | 41,8 | 1012            | 76,1                |
| Julianehåb                                    | Erling Høegh (n)            | 566               | 58,8 | 963             | 73,1                |
| Narssaĸ                                       | Erik Egede (w)              | 410               | 65,9 | 622             | 61,7                |
| Frederikshåb                                  | Isboseth Petersen (n)       | 162               | 26,3 | 617             | 57,9                |
| Godthåb                                       | Peter K. S. Heilmann (w)    | 672               | 38,4 | 1748            | 56,3                |
| Sukkertoppen                                  | Alibak Josefsen (w)         | 465               | 49,1 | 947             | 63,6                |
| Holsteinsborg                                 | Jørgen C. F. Olsen (w)      | 597               | 75,6 | 790             | 44,2                |
| Kangâtsiaĸ                                    | Edvard Reimer (n)           | 134               | 37,3 | 359             | 79,8                |
| Bugten (Jakobshavn & Christianshåb)           | Lars Chemnitz (n)           | 381               | 37,4 | 1019            | 56,6                |
| Egedesminde                                   | Karl Skou (n)               | 336               | 39,3 | 854             | 65,7                |
| Godhavn                                       | David Broberg (n)           | 322               | 49,9 | 645             | 66,8                |
| Ũmánaĸ                                        | Elisabeth Johansen (w)      | 278               | 38,8 | 717             | 75,2                |
| Upernavik                                     | Knud Kristiansen (w)        | 338               | 60,6 | 558             | 71,5                |
| Thule                                         | K'issúnguaĸ Kristiansen (n) | 85                | 50,3 | 169             | 61,9                |
| Angmagssalik                                  | Aron Davidsen (n)           | 220               | 48,6 | 453             | 51,6                |
| Scoresbysund                                  | Jakob Simonsen (n)          | 56                | 42,7 | 131             | 64,6                |
| Ausgleichsmandat                              | Kaj Narup (n) (Ip)          |                   |      |                 |                     |
| Anmerkung: (n) neu gewählt; (w) wiedergewählt |                             |                   |      |                 |                     |

### Listenergebnisse
Um ein Ausgleichsmandat zu erhalten, musste eine Liste mehr als 725 Stimmen erhalten. Das traf auf die Inuit-partiet zu. Somit wurde ihr Kandidat mit den meisten Stimmen Thomas Berthels gewählt. Alle anderen Parteien und Listen blieben unter der notwendigen Anzahl von 725 Stimmen.

## Folgen
Erstmals in der Geschichte von Grønlands Landsråd wurde ein Ausgleichsmandat vergeben, sodass neben 16 unabhängigen Mitgliedern aus den Wahlkreisen auch ein Kandidat einer politischen Vereinigung (Inuit-partiet) einen Parlamentssitz erhielt. Nur sechs von siebzehn Abgeordneten saßen bereits in der vorherigen Legislaturperiode im Parlament und wurden wiedergewählt.
Von 1951 bis zum Beginn der Legislaturperiode 1967 oblag der Vorsitz des Landesrates dem Landshøvding Grönlands. In der konstituierenden Sitzung nach der Wahl wurde mit Erling Høegh auf Veranlassung des Landshøvdings Niels Otto Christensen erstmals ein Landesratsvorsitzender aus den eigenen Reihen gewählt.